# 布里勒巴赫河
布里勒巴赫河（德語：Briller Bach），是德國的河流，位於該國西部，流經北萊茵-威斯特法倫州，屬於伍珀河的支流，河道全長3.5公里，發源自伍珀塔爾。